# Tengo veinte años
Tengo veinte años (en ruso: Мне двадцать лет, transliterado:Mne dvádtsat let) es una película dramática de 1965 dirigida por Marlén Jutsíev. Es la película más famosa de Jutsíev y se la considera un hito del cine soviético de la década de 1960.
La película originalmente se tituló Zastava Iliychá (conocida en inglés alternativamente como Ilyich's Gate o Lenin's Guard ), pero fue fuertemente censurada al finalizar, recortada a la mitad de su longitud original, retitulada y retenido su estreno hasta 1965. Se comercializó una versión restaurada de 3 horas en 1989, y a veces se hace referencia a ella por el título original.

## Sinopsis
La película sigue al recientemente desmovilizado Serguéi, un joven que regresa a su vecindario de Moscú después de dos años de servicio militar. Vemos las aspiraciones y realidades de su grupo de amigos muy unidos, así como la vida cotidiana de otros ciudadanos soviéticos.

## Reparto
- Valentín Popov como Serguéi Zhuravliov
- Nikolái Gubenko como Nikolái (Kolia) Fokin
- Stanislav Liubshín como Slava Kóstikov
- Marianna Vertínskaya como Ania
- Zinaída Zinóvieva como Olga Mijáilovna Zhuravliova
- Svetlana Stárikova como Vera Zhuravliova
- Lev Prygunov como Aleksandr Zhuravliov
- Tatiana Bogdánova como Liusia Kóstikova, la mujer de Slava
- Liudmila Seliánskaya como Katia Yermakova, conductora
- Aleksandr (Sasha) Blinov como Kuzmich

## Estilo
Tengo veinte años destaca por sus movimientos de cámara dramáticos, el rodaje cámara en mano y el uso intensivo de localizaciones y situaciones reales, en las que no participan actores (incluido un grupo de estudiantes de intercambio de Ghana y poetas famosos, entre ellos Yevgueni Yevtushenko ) y escenas sobre eventos organizados (un desfile del Primero de Mayo , una demolición de un edificio, una lectura de poesía). Los cineastas Andréi Tarkovski y Andréi Konchalovski desempeñan papeles pequeños en la película, al igual que Rodión Najapétov y Lev Prygunov. El diálogo a menudo se superpone y hay florituras estilizadas que se hacen eco de la nueva ola francesa, especialmente. Las películas en blanco y negro de François Truffaut. El guion, coescrito por Guennadi Shpálikov, originalmente solicitó una película que duró solo 90 minutos, pero la versión completa de la película dura tres horas.

## Producción y censura
Tengo veinte años comenzó la producción en 1959, durante el período de desestalinización del Deshielo de Jrushchov, cuando la sociedad soviética experimentó varios años de libertad de expresión sin precedentes.
Cuando terminó la película, el deshielo estaba disminuyendo y la visión abiertamente crítica de la película sobre el estalinismo se consideró inaceptable, al igual que su descripción de la vida de la juventud soviética cotidiana preocupada por el dinero y el trabajo y escuchando música occidental. En un discurso en marzo de 1963, Nikita Jrushchov atacó personalmente la película y denunció a Jutsíev y sus colaboradores por "[pensar] que los jóvenes deberían decidir por sí mismos cómo vivir, sin pedir consejo y ayuda a sus mayores".